# Holophaea ruatana
Holophaea ruatana är en fjärilsart som beskrevs av Druce 1897. Holophaea ruatana ingår i släktet Holophaea och familjen björnspinnare. Inga underarter finns listade i Catalogue of Life.